# Alexandra Elbakjan
Alexandra Asanovna Elbakjan (ryska: Алекса́ндра Аса́новна Элбакя́н), född 6 november 1988 i Almaty i Kazakstan, är en kazakstansk programmerare och skaparen av webbsidan Sci-Hub. The New York Times har jämfört henne med Edward Snowden för att hon läcker information och eftersom hon undviker amerikansk lag samt är bosatt i Ryssland. Ars Technica har jämfört henne med Aaron Swartz. I december 2016 namngav Nature Publishing Group Elbakjan som en av de 10 personer som betydde mest under 2016. Hon är av armenisk, slavisk och asiatisk härkomst. Hon har en masterexamen i lingvistik från Sankt Petersburgs universitet.